# Jean-Henri Duchosal
Jean-Henri Duchosal (* 21. September 1819 in Genf; † 31. März 1875 ebenda) war ein Schweizer Mediziner und Politiker.

## Leben

### Familie
Jean-Henri Duchosal war der Sohn des Bäckers Charles Duchosal und dessen Ehefrau Jeanne Louise (geb. Allamand).
Er war seit 1848 mit Jeanne-Françoise, der Tochter von Samuel Jéquier, verheiratet; gemeinsam hatten sie eine Tochter.

### Werdegang
Jean-Henri Duchosal besuchte das Collège de Genève (siehe Collège Calvin).
Er studierte seit 1840 Medizin an der Universität Paris und promovierte mit seiner Dissertation De la méningite aiguë chez les enfants am 14. Januar 1846 dort zum Dr. med. und praktizierte anschliessend in Genf.
Von 1864 bis 1866 leitete er den medizinischen Dienst des Hôpital de Genève (siehe Hôpitaux universitaires de Genève) und initiierte 1866 die Umwandlung vom Hôpital général zum Hospice général.
Er war von 1871 bis 1873 stellvertretender und darauf von 1873 bis 1875 ordentlicher Professor für Gerichtsmedizin an der Rechtswissenschaftlichen Fakultät der Universität Genf; nach seinem Tod folgte ihm Hippolyte Gosse (1834–1901) als Hochschullehrer.

### Politisches und gesellschaftliches Wirken
Jean-Henri Duchosal war an der radikalen Revolution von 1846 beteiligt (siehe Geschichte des Kantons Genf#Ab 1843: Radikalismus) und war von 1846 bis 1862 sowie von 1864 bis 1875 Genfer Grossrat, den er 1852 und 1873 präsidierte. Er war 1846 Mitglied der Kommission, die vom Grossen Rat mit der Ausarbeitung einer Verfassungsrevision beauftragt worden war. Nachdem er Ende 1853 eine Wiederwahl als Grossratspräsident abgelehnt hatte, wurde Abraham Louis Tourte sein Nachfolger; 1859 wurde er zum Vizepräsidenten des Grossrats gewählt. Er wurde 1872 Präsident des antirevisionistischen Komitees des Grossen Rats (siehe Totalrevision der Schweizer Bundesverfassung 1874). 1873 beantragte er, dass die Anzahl der Abgeordneten im Grossen Rat auf 100 reduziert werde und im selben Jahr stellte er einen Gesetzentwurf vor, der vorsah, dass der Staat an der Bischofswahl mitwirken solle.
Am 11. März 1849 präsidierte er die Volksversammlung, die eine Adresse an die Italiener verfasste und auf der James Fazy dem König von Neapel eine Kriegserklärung der Schweiz in Aussicht stellte; dazu wurde eine Petition an die Bundesbehörden für die Aufhebung der Kapitulationen erlassen.
Vom 16. April 1849, als Nachfolger von James Fazy, bis zu seinem Rücktritt am 1. Juni 1850 und vom 1. Dezember 1851 bis zum 1. Januar 1853 war er Ständerat sowie von 1850 bis 1854 Stadtrat der Stadt Genf.
Im Ständerat wurde er 1849 in die Kommission, die sich mit Entwürfen und Fragen zur Militärorganisation und dem Schiesspulverlager befasste, gewählt. Im selben Jahr gab er die Motion ein, dass der Bundesrat ein Gutachten verfassen solle, das sich mit der Frage einer Verbindungs-Wasserstrasse zwischen dem Genfersee und dem Rhein beschäftigen sollte, seine Motion zog er einen Monat später wieder zurück. Im Mai 1850 trat er von seinem Amt als Ständerat zurück, weil er kurz zuvor das Abfeuern von 101 Kanonenschüssen zum Sieg der Berner Regierungspartei veranlasst hatte. In den Ständerat folgte ihm 1850 Philippe Camperio.
Nachdem er 1851 erneut in den Ständerat gewählt worden war, wurde er Mitglied der Kommission, die sich mit der Frage eines Schienenweges von Turin nach Genf befasste. Eine Wiederwahl in den Ständerat lehnte er 1853 ab, worauf ihm Adolphe Fontanel in den Ständerat folgte.
Im Grossen Rat kam es am 5. März 1853 zu einem Vorfall, der zum Rücktritt von Jean-Henri Duchosal als Präsident führte. Der Grosse Rat führte eine Debatte, bei der es um den Beschluss ging, für das 1835 gegründete Musikkonservatorium (siehe Conservatoire de musique de Genève) ein Gebäude errichten zu lassen, dass von den Gebrüdern Constant und François Bartholoni (1796–1881) finanziert werden sollte; diese wollten jedoch die Mitglieder des Gründungskomitees für den Bau selbst bestimmen. In der anschliessenden Diskussion kam es zu einer Auseinandersetzung zwischen Jean-Henri Duchosal und Jean Louis Fazy (1792–1878), dem Bruder von James Fazy, in deren weiteren Verlauf der Rücktritt erfolgte. Auf Vorschlag von James Fazy konnten mehrere Ratsmitglieder Jean-Henri Duchosal dazu veranlassen, das Rücktrittsgesuch wieder zurückzunehmen.
1855 machte er dem Grossen Rat den Vorschlag, dass Kirche und Staat zu trennen seien, da die Bundesverfassung von 1848 das Kirchenwesen weiterhin der Zuständigkeit der Kantone überliess; der Vorschlag wurde später abgelehnt.
Er war von 1855 bis 1857 Ambulanzarzt 2. Klasse im Gesundheitsstab.
Von 1855 bis 1859 und 1867 war er Staatsrat und leitete das Justiz- und Polizeidepartement; eine Wahl in den Staatsrat lehnte er 1853 ab. Nachdem er 1859 nicht erneut in den Staatsrat gewählt worden war, folgte ihm Jules Vuy als Nachfolger.
Ende 1853 wurde er zum Stadtpräsidenten von Genf gewählt und löste damit Gaspard Marchinville ab.
1872 wurde er Präsident des antirevisionistischen Komitees und 1874 leitete er die revisionsgegnerische Volksversammlung in Genf.
Aufgrund seiner Initiative wurde in Genf ein Waisenhaus errichtet.

## Mitgliedschaften
Jean-Henri Duchosal trat während des Studiums der Studentenverbindung Zofinger bei.
Er war Freimaurer in der Loge L'Amitié in Genf.
1851 wurde er Präsident des von James Fazy gegründeten Nationalvereins Association nationale, der sich unter anderem für die Trennung von Staat und Kirche einsetzte und antirevisionistische Ziele verfolgte.
Er war 1873 Mitglied des Schweizerischen Föderalistenvereins, das sich gegen die Bundesrevision 1874 stellte.

## Ehrungen und Auszeichnungen
Auf dem Friedhof Plainpalais (siehe Cimetière des Rois) in Genf wurde 1877 zu Ehren von Jean-Henri Duchosal ein Denkmal errichtet.

## Schriften (Auswahl)
- De la méningite aiguë chez les enfants. Paris, 1846.